# Hejőkürt

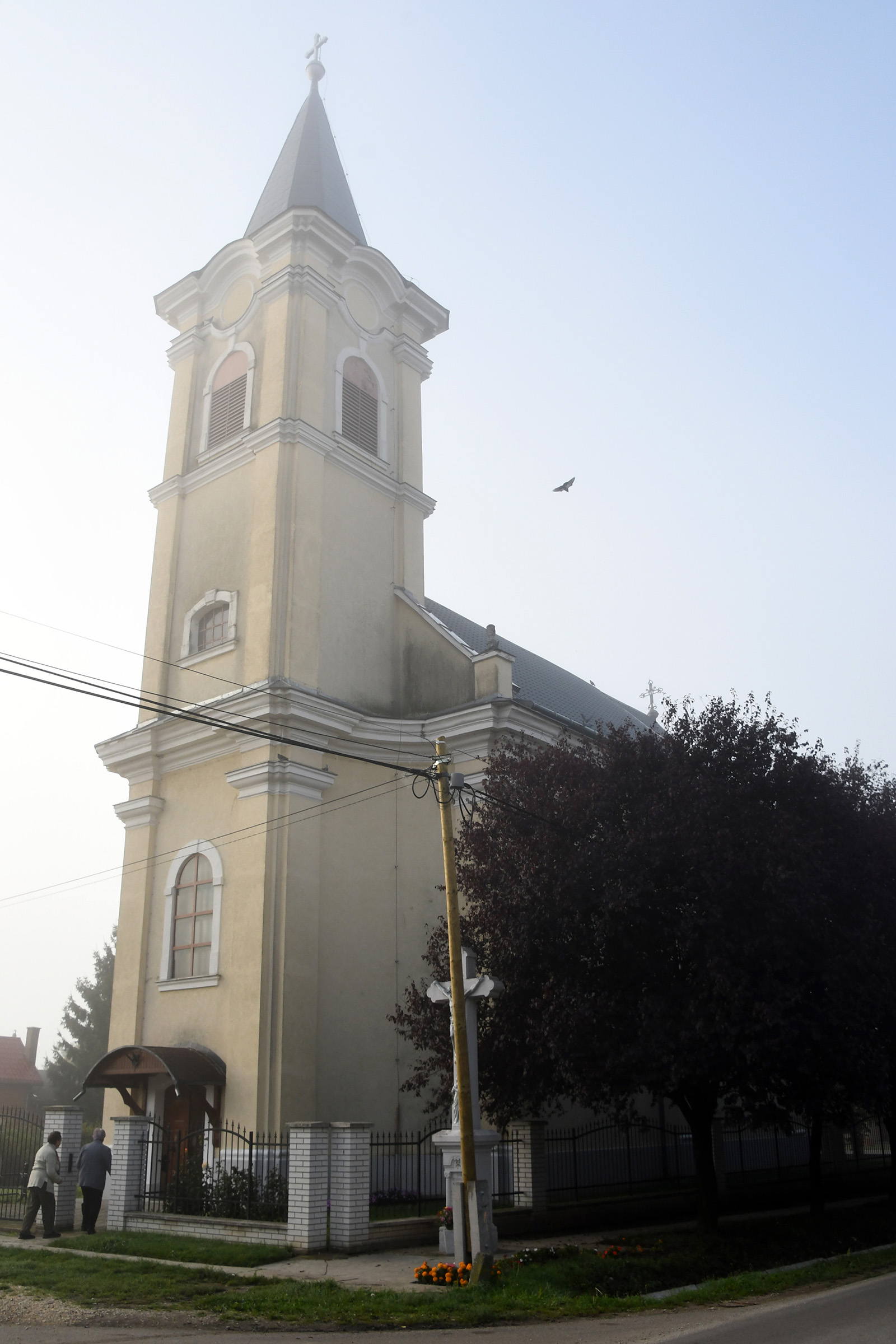
Röm.-kath. Kirche Nepomuki Szent János

Hejőkürt ist eine ungarische Gemeinde im Kreis Tiszaújváros im Komitat Borsod-Abaúj-Zemplén.

## Geografische Lage
Hejőkürt liegt in Nordungarn, 35 Kilometer südöstlich des Komitatssitzes Miskolc, gut 500 Meter vom rechten Ufer des Flusses Hejő entfernt. Nachbargemeinden im Umkreis von vier Kilometern sind Tiszatarján, Oszlár und  Nemesbikk. Die Kreisstadt Tiszaújváros liegt acht Kilometer nördlich von Hejőkürt.

## Geschichte
Im Jahr 1913 gab es in der damaligen Kleingemeinde 107 Häuser und 492 Einwohner auf einer Fläche von 2573 Katastraljochen. Sie gehörte zu dieser Zeit zum Bezirk Mezőcsát im Komitat Borsod.

## Verwaltung
Die im Oktober 2014 gewählte damals 23-jährige Stella Strezeneczki ist die jüngste Bürgermeisterin Ungarns. Bei den Kommunalwahlen im Jahr 2019 und im Jahr 2024 wurde sie im Amt bestätigt.

## Infrastruktur
Im Ort gibt es einen Kindergarten, Grundschule, Bücherei, Bürgermeisteramt, Gemeinschafts- und Kulturhaus, Hausarztpraxis, eine römisch-katholische Kirche sowie einen kleinen Park.

## Gemeindepartnerschaften
- Erdőkürt, Ungarn
- Mostová, Slowakei
- Ohrady, Slowakei
- Strekov, Slowakei
- Tiszakürt, Ungarn[5]

## Sehenswürdigkeiten
- Römisch-katholische Kirche Nepomuki Szent János, erbaut 1819 im barocken Stil, restauriert 2007
- Traditionelle Wohnhäuser mit Reetdächern

## Verkehr
Durch Hejőkürt führt die Landstraße Nr. 3313. Nördlich der Gemeinde verläuft die Autobahn M3. Es bestehen Busverbindungen nach Tiszaújváros, Mezőcsát und Nyíregyháza. Der nächstgelegene Bahnhof befindet sich in der Stadt Tiszaújváros.